# David Owen Vaughan

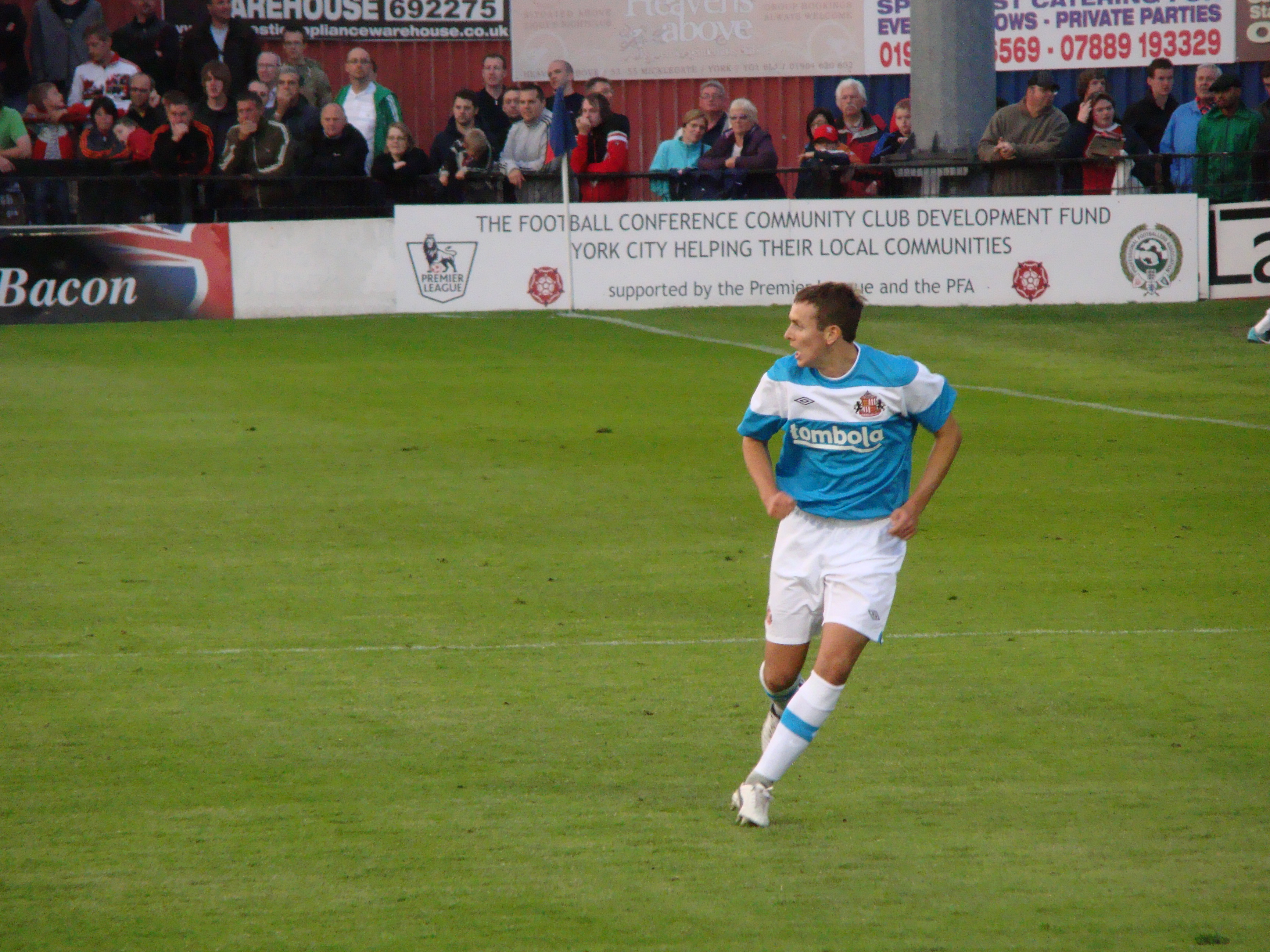
David Vaughan (v roce 2011)

David Owen Vaughan (* 18. února 1983 Rhuddlan, Wales, Spojené království) je bývalý velšský fotbalový záložník.

## Klubová kariéra
- Crewe Alexandra FC (mládež)
- Crewe Alexandra FC 2000–2007
- Real Sociedad 2007–2008
- Blackpool FC 2008–2011
- Sunderland AFC 2011–2014
- →  Nottingham Forest FC (hostování) 2013–2014
- Nottingham Forest FC 2014–2018
- Notts County FC 2018–2019
- Nantwich Town FC 2021–2022

Vaughan působil v seniorské kopané v klubech Crewe Alexandra FC (Anglie), Real Sociedad (Španělsko), Blackpool FC, Sunderland AFC, Nottingham Forest FC, Notts County FC a Nantwich Town FC (všechny Anglie).

## Reprezentační kariéra
David Vaughan nastupoval za velšské mládežnické reprezentace U19 a U21.
Svůj debut za velšské reprezentační A-mužstvo absolvoval 26. 5. 2003 v přátelském utkání v San José proti reprezentaci USA (prohra 0:2). Se svým týmem se mohl v říjnu 2015 radovat po úspěšné kvalifikaci z postupu na EURO 2016 ve Francii (byl to premiérový postup Walesu na evropský šampionát). V závěrečné 23členné nominaci na šampionát nechyběl.